# Stazione di Cornino
Stazione di Cornino vasútállomás Olaszországban, Forgaria nel Friuli településen.

## Vasútvonalak
Az állomást az alábbi vasútvonalak érintik:
- Gemona del Friuli–Sacile-vasútvonal

## Kapcsolódó állomások
A vasútállomáshoz az alábbi állomások vannak a legközelebb:
- Stazione di Majano
- Stazione di Cimano